# 潜叶小卷蛾属
潜叶小卷蛾属（学名：Taniva）是卷蛾科下的一个属。

## 下属物种
本属包括以下物种：
- 潜叶小卷蛾 Taniva albolineana (Kearfott, 1907)[2]